# Аушвіц I

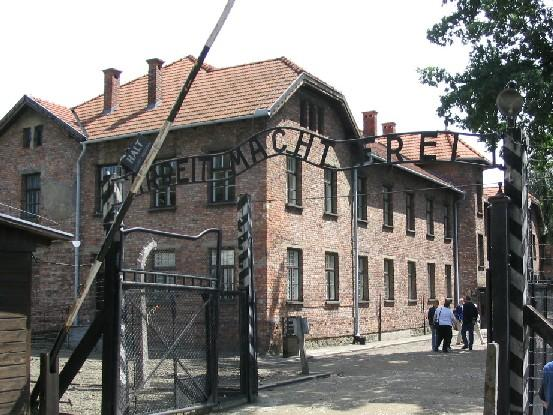
В'їзні ворота у концтабір (на воротах напис Arbeit macht frei — «Робота визволяє»). На другому плані — барак.

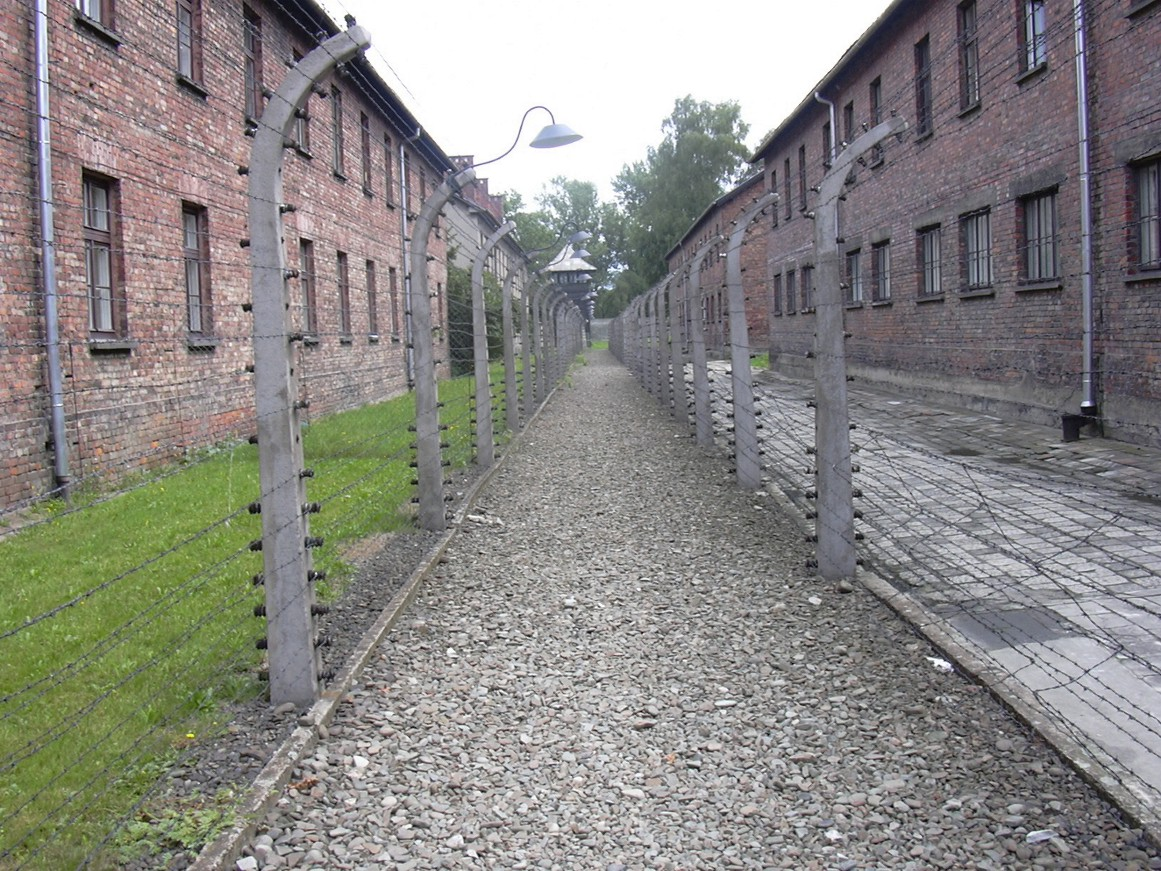
Розмежувальна лінія між бараками

Аушвіц І (Auschwitz I) — перший нацистський концтабір комплексу Аушвіц, який згодом став адміністративним центром для всього комплексу. Заснований 20 травня 1940 року поблизу міста Освенцім. Колишнє овочесховище було перебудовано у крематорій з моргом.
У всіх одноповерхових будівель було надбудовано другі поверхи. Збудували також декілька нових двоповерхових будівель. Всього в таборі Аушвіц I налічувалося 24 двоповерхові будівлі. У блоці № 11 («Блок Смерті») знаходилася табірна в'язниця, там відбувалися засідання так званого «Надзвичайного суду», за рішенням якого виконувалися смертні вироки щодо заарештованих гестапо учасників руху Опору і заарештованих в'язнів табору. З 6 жовтня 1941 року по 28 лютого 1942 р. в блоках № 1, 2, 3, 12, 13, 14, 22, 23 були розміщені радянські військовополонені, яких потім перевели у табір Аушвіц ІІ Біркенау.
Перша група в'язнів у складі 728 польських політичних в'язнів прибула в табір 14 червня 1940 року. Протягом двох років кількість ув'язнених варіювалося від 13 до 16 тисяч, а у 1942 році — 20 000 ув'язнених.
3 вересня 1941 року за наказом заступника коменданта табору було проведено перше випробування отруєння людей газом Циклон Б у підвальних камерах блоку 11, в результаті якого загинуло 600 радянських військовополонених і 250 польських в'язнів. Досвід був визнаний успішним. Камера функціонувала з 1941 по 1942 рік, а потім її перебудували у бомбосховище СС.

## Визволення Аушвіцу від нацистів
18 січня 1945 була визволена Варшава, а 27 січня радянські війська увійшли в Аушвіц. Першими браму головного табору відчинили солдати 100-ї Львівської дивізії з батальйону полтавця єврейського походження Анатолія Шапіро.
Після звільнення табору радянськими військами у частині бараків і будівель Аушвіц-1 був організований шпиталь для звільнених в'язнів.